# Landkreis Freudenstadt
Landkreis Freudenstadt is een Landkreis in de Duitse deelstaat Baden-Württemberg. Op 31 december 2020 telde de Landkreis 118.364 inwoners op een oppervlakte van 870,68 km². Kreisstadt is de stad Freudenstadt.

## Steden en gemeenten
De volgende steden en gemeenten liggen in het Landkreis:
| Steden                                                         | Gemeenten |
| -------------------------------------------------------------- | --- |
| 1. Alpirsbach 2. Dornstetten 3. Freudenstadt 4. Horb am Neckar | 1. Bad Rippoldsau-Schapbach 2. Baiersbronn 3. Empfingen 4. Eutingen im Gäu 5. Glatten 6. Grömbach 7. Loßburg 8. Pfalzgrafenweiler 9. Schopfloch 10. Seewald 11. Waldachtal 12. Wörnersberg |

### Samenwerkingsverbanden
De samenwerkingsverbanden in het Landkreis hebben 2 verschillende namen, namelijk:
- Vereinbarte Verwaltungsgemeinschaften
- Gemeindeverwaltungsverbände

De lichtere van die twee is de Vereinbarte Verwaltungsgemeinschaft. Bij deze vorm van samenwerking worden de minimale wettelijke taken toebedeeld aan de 'vervullende gemeente'. De term 'vervullende gemeente' wil zeggen de gemeente die de wettelijke taken uitvoert voor het samenwerkingsverband.

 De Verwaltungsgemeinschaften zijn:
- Freudenstadt (Bad Rippoldsau-Schapbach, Freudenstadt, Seewald)
- Horb am Neckar (Empfingen, Eutingen im Gäu, Horb am Neckar)
- Loßburg (Betzweiler-Wälde, Loßburg)
- Pfalzgrafenweiler (Grömbach, Pfalzgrafenweiler, Wörnersberg)

 Het Gemeindeverwaltungsverband is:
- Dornstetten (Dornstetten, Glatten, Schopfloch, Waldachtal)

Alb-Donau-Kreis · Baden-Baden · Biberach · Bodenseekreis · Böblingen · Breisgau-Hochschwarzwald · Calw · Emmendingen · Enzkreis · Esslingen · Freiburg im Breisgau · Freudenstadt · Göppingen · Heidelberg · Heidenheim · Heilbronn (stad) · Landkreis Heilbronn · Hohenlohe · Karlsruhe (stad) · Landkreis Karlsruhe · Konstanz · Lörrach · Ludwigsburg · Main-Tauber-Kreis  · Mannheim · Neckar-Odenwald-Kreis · Ortenaukreis · Ostalbkreis · Pforzheim · Rastatt · Ravensburg · Rems-Murr-Kreis · Reutlingen · Rhein-Neckar-Kreis · Rottweil · Schwäbisch Hall · Schwarzwald-Baar-Kreis · Sigmaringen · Stuttgart · Tübingen · Tuttlingen · Ulm · Waldshut · Zollernalbkreis
Alpirsbach ·
Bad Rippoldsau-Schapbach ·
Baiersbronn ·
Dornstetten ·
Empfingen ·
Eutingen im Gäu ·
Freudenstadt ·
Glatten ·
Grömbach ·
Horb am Neckar ·
Loßburg ·
Pfalzgrafenweiler ·
Schopfloch ·
Seewald ·
Waldachtal ·
Wörnersberg